# 데이비드 A. 그레인저

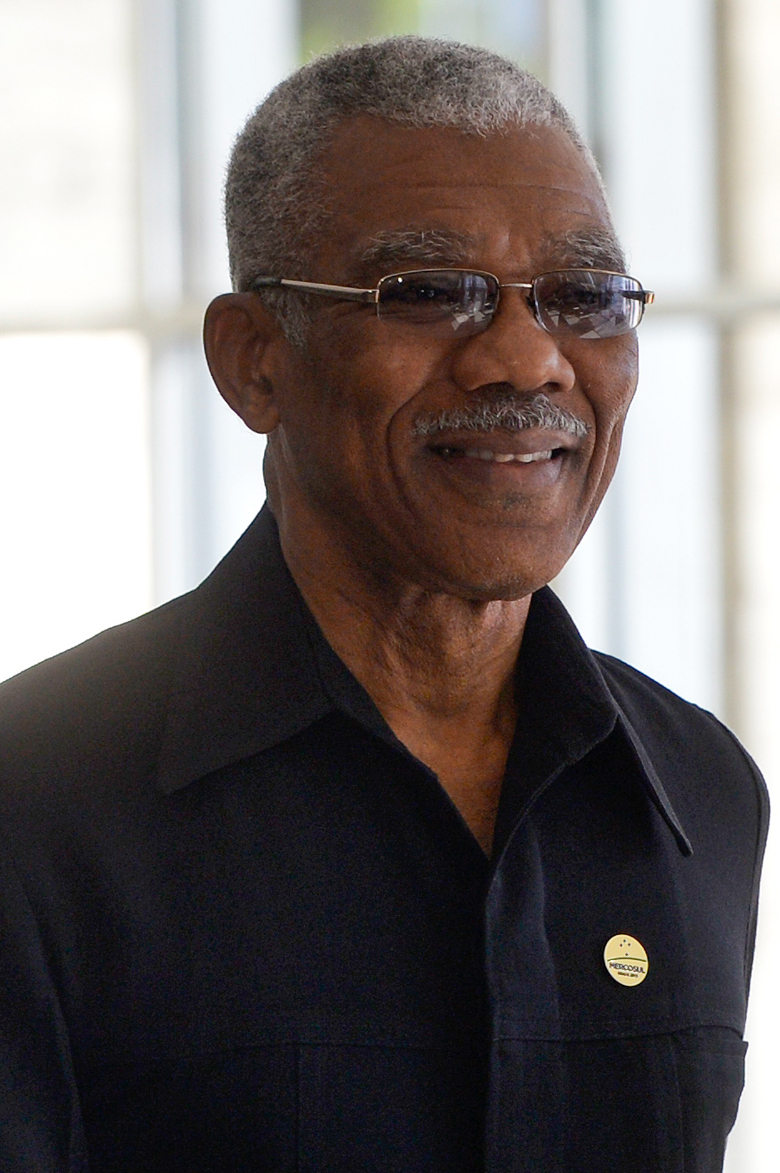
데이비드 A. 그레인저

데이비드 아서 그레인저(영어: David Arthur Granger, 1945년 7월 15일 ~)는 가이아나의 전직 정치인이자 은퇴한 군 장교로, 2015년부터 2020년까지 제9대 가이아나 대통령을 지냈다. 인민국가회의(People's National Congress, PNC) 소속으로, 이전에는 가이아나 국방군 사령관과 1990년부터 1992년까지 국가안보보좌관을 역임했다. 2012년부터 2015년까지는 가이아나 국민의회 야당 대표를 지냈다.
그레인저는 2011년 11월 총선에서 야권 연합의 대선 후보로 출마했으나 패배했다. 2015년 5월 총선에서 대통령으로 당선되었다. 2018년 12월 21일 불신임 투표에서 패배하여 조기 선거가 실시되었다.

## 역대 선거 결과
| 선거명      | 직책명            | 대수 | 정당         | 득표율 | 득표수    | 결과 | 당락 |
| ----------- | ----------------- | ---- | ------------ | ------ | --------- | ---- | ---- |
| 2011년 선거 | 가이아나의 대통령 | 8대  | 인민국가회의 | 40.00% | 26표      | 2위  | 낙선 |
| 2015년 선거 | 가이아나의 대통령 | 9대  | 인민국가회의 | 50.77% | 33표      | 1위  |      |
| 2020년 선거 | 가이아나의 대통령 | 10대 | 인민국가회의 | 48.29% | 217,920표 | 2위  | 낙선 |